# デイヴィッド・ゲフィン・ホール
デイヴィッド・ゲフィン・ホール (英語: David Geffen Hall) は、ニューヨーク市マンハッタン区アッパー・ウエスト・サイドのリンカーン・センター内にあるコンサートホール。ニューヨーク・フィルハーモニックの本拠地である。

## 概要
当ホールの座席数は、2,738席である。
マックス・アブロモヴィッツの設計により、1962年にフィルハーモニック・ホールとしてオープンし、ニューヨーク・フィルハーモニックはカーネギー・ホールからここに拠点を移した。
1973年に、オーケストラに10億5000万ドルの寄付を行ったエイヴリー・フィッシャーの名を冠して、エイヴリー・フィッシャー・ホールと改称された。
2015年には、ホールの改修に1億ドルの資金提供を約束した篤志家デイヴィッド・ゲフィンの名を冠して、デイヴィッド・ゲフィン・ホールと改称された。

## 音響

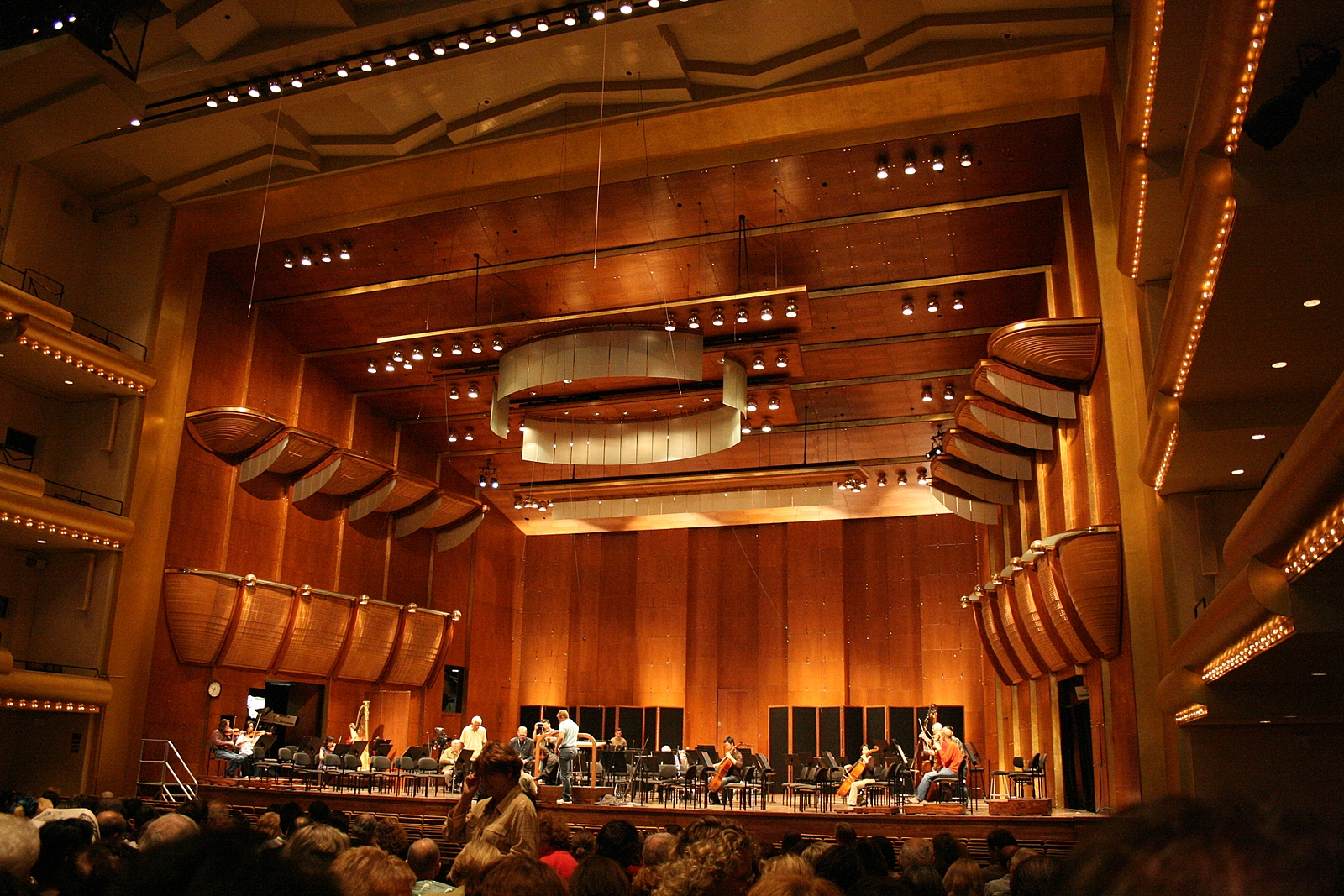
ホール内観

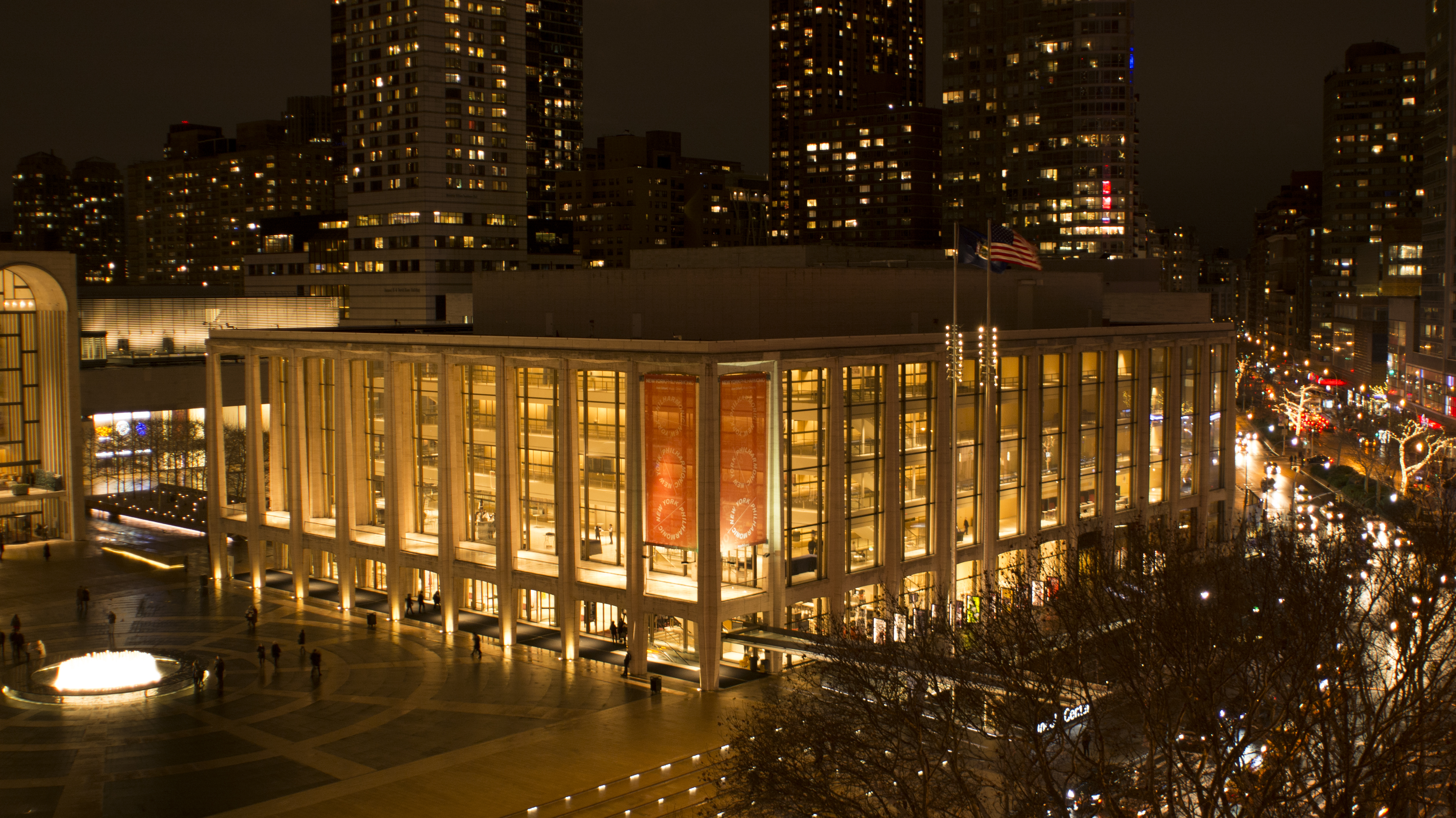
南側から見たホールの夜景

音響設計は、Blot, Beranek and Newman（BBN)によって行われた。彼らの設計は2,400席クラスのシューボックス型のコンサートホールであったが、カーネギー・ホールと同等の2700席クラスのコンサートホールを要求されたため、音響が損なわれる結果となった。
1976年10月に音響改修を終え、再オープンした。しかし、金管楽器が鳴りすぎ、低音が弱いとの評価を受けた。また、演奏家からはお互いの音が聞こえないとの声が挙がった。そのため、1992年には、再度の音響改修が行われることになった。
1992年の改修では、ステージ上に19枚のグラスファイバー製の反響板（音響反射板、リフレクター）が設置され、併せてステージ両脇にも反響板が設置された。
2005年には、ノーマン・フォスターの設計に基づき、再度、音響改修が行われた。